# Prime Minister Academy
Prime Minister Academy est une série télévisée belge en 22 épisodes de deux minutes trente environ, créée par Terry Martinez Rodriguez, Rachid Hirchi et Fionakis et diffusée entre le 13 juin et le 15 juillet 2011 sur Plug RTL.

## Synopsis
« Ils sont 10 millions. Ils rêvent tous d’un gouvernement à leur image. Et ça c’est pas bon signe ! Un seul sera Premier Ministre, c’est vous qui décidez ! » Voilà comment commence chacun des épisodes de la série d'humour Prime Minister Academy. La série est inspirée des castings les plus classiques avec un nouveau candidat au poste de Premier Ministre de la Belgique à chaque épisode.

## Personnages
Chaque épisode présente un ou plusieurs interprètes principaux.
- Paul-Emmanuel : Ce jeune Rhodien a subi la crise économique de plein fouet et il a décidé de réagir en se présentant comme Premier Ministre.
- Samir Jaha :
- Pascal le Grand Frère :
- Steve Sanders :
- Ryan Skinny :
- Carla Primavera :

### Personnages secondaires
- Seb : le copain de Paul-Emmnuel

### Invités
Quelques célébrités ont participé à certains épisodes de la série :
- James Deano, dans le rôle de JP et dans le rôle du Père Séraphin
- Mourade Zeguendi, dans le rôle de Octay
- Nathalie Uffner, dans le rôle de Natalie Delon et dans le rôle de Germaine Van Stûût
- Jérôme de Warzée, dans le rôle d'Émile Rodrigue

## Distribution
- Fionakis : Paul-Emmanuel, Elio Di Rupo, Ryan Skinny
- Rachid Hirchi : Fab
- Terry Martinez Rodriguez : Seb
- Emilie Lombaerts : La fille au bord de la piscine
- Samia Orosemane : Madame Jaha
- Mohamed Ouachen : Samir Jaha
- David Leclercq : Pascal le Grand Frère
- Alexia Poyen : Super Nanny
- Benjamin Notrof : Steve Sanders
- Elodie Palanga : Carla Primavera